# Вила-Матас, Энрике
Энри́ке Ви́ла-Ма́тас (исп.  Enrique Vila-Matas; 31 марта 1948, Барселона) — испанский писатель, один из самых популярных, признанных и оригинальных испанских авторов наших дней.

## Биография
Энрике Вила-Матас родился 31 марта 1948 года в Каталонии. Восемнадцатилетним дебютировал в прессе. C 1968 года работал редактором в журнале кино Fotogramas, снял две короткометражные ленты. Прошёл военную службу. В 1974 году переехал в Париж, где жил в бывшей мастерской Копи и где его по-дружески опекала Маргерит Дюрас (позднее он описал свой тогдашний опыт в книге «Париж не кончается никогда», 2003). Вернулся в Барселону после смерти Франко.

## Творчество
Проза Вила-Матаса фрагментарна, это всегда род литературной игры, мистификации, изобретательного розыгрыша. Она балансирует между вымыслом и фактом, романом и эссе, часто отсылая к любимым авторам прозаика, которые не вписываются ни в почтенную классику, ни в современный мейнстрим. Среди образцов, наиболее значимых для него в этом отношении, — жизнь и творчество Роберта Вальзера.
В испаноязычной словесности книги Вила-Матаса, не умещающиеся в литературные каноны, сопоставляют с произведениями таких авторов как Роберто Боланьо и Сесар Айра.

## Произведения

### Романы
- Mujer en el espejo contemplando el paisaje (1973)
- La asesina ilustrada (1977, переизд. 2005)
- Al sur de los párpados (1980)
- Nunca voy al cine (1982)
- Impostura (1984)
- Historia abreviada de la literatura portátil (1985)
- Una casa para siempre (1988)
- Suicidios ejemplares (1991)
- Hijos sin hijos (1993)
- Recuerdos inventados (1994)
- Lejos de Veracruz (1995)
- Extraña forma de vida (1997)
- El viaje vertical (2000, премия Ромуло Гальегоса, экранизирован в 2008)
- Bartleby y compañía (2001, премия Барселоны, французская премия за лучшую иностранную книгу)
- El mal de Montano (2002, премия испанской критики, премия Медичи за лучшую иностранную книгу, международная премия Эннио Флайяно)
- París no se acaba nunca (2003)
- Doctor Pasavento (2005, премия Испанской Королевской Академии, премия Монделло)
- Exploradores del abismo (2007)
- Dietario voluble (2008)
- Dublinesque (2010)
- Aire de Dylan (2012)

### Эссе
- El viajero más lento (1992, международная премия Эльзы Моранте)
- El traje de los domingos (1995)
- Para acabar con los números redondos (1997)
- Desde la ciudad nerviosa (2000, переизд. 2004)
- Extrañas notas de laboratorio (2003, переизд. 2007)
- Aunque no entendamos nada (2003)
- El viento ligero en Parma (2004)
- De l’imposture en littérature (2008, на франц.яз.).

## Публикации на русском языке
- Такая вот странная жизнь / Пер. с исп. Н. Богомоловой. — М.: Иностранка, 2005. — 191 с.
- Бартлби и компания / Пер. с исп. Н. Богомоловой. — М.: Иностранка, 2007. — 234 с.
- Дублинеска / Пер. с исп. Л.Д. Любомирской. — М.: Издательство «Э», 2015. — 352 с.

## Признание
Книги Вила-Матаса переведены более чем на 30 языков. Кавалер ордена Почётного легиона (2007).
В 2014 году Вила-Матас удостоился международной литературной премии «Форментор».